# رشیدالسلطان
رشیدالسلطان، پسر حسینقلی خان خلخالی بود. پدرش ظاهراً در دوران مشروطیت حاکم خلخال بوده‌است. رشیدالسلطان از اعضای کمیته مجازات بود که در سال ۱۳۳۴ هجری قمری و به دستیاری میرزا ابراهیم خان منشی زاده و اسدالله‌خان ابوالفتح‌زاده تأسیس شده بود و مرام اصلیش را از بین بردن خائنین به مملکت قرار داده بود. رشیدالسلطان، از اعضاء مؤثر و از مجازاتگران کمیتهٔ مزبور به‌شمار می‌آمد که در سال ۱۳۳۵ هجری قمری وارد آن گردید.
وی پس از فروپاشی کمیتهٔ مجازات و دستگیری اعضای آن، به زندان افتاد و به حکم دادگاه به اعدام محکوم شد.
در ۳ شهریور سال ۱۲۹۷ خورشیدی، برابر با ۱۹ ذی القعده سال ۱۳۳۶ هجری قمری، هنگامیکه در دوران نخست‌وزیری وثوق الدوله، خواستند که رشیدالسلطان را به دار بیاویزند، وی در پای دار با صدای بلند، گفت: «نیست باد انگلیس و انگلیس خواه» و سپس اضافه کرد: «شش هزار تومان به من می‌دادند که صمصام السلطنه بختیاری را بکشم و من قبول نکردم.»

## منبع
- بامداد، مهدی (۱۳۴۷)، شرح حال رجال ایران در قرن ۱۲ و ۱۳ و ۱۴ هجری(جلد ۵)، تهران: زوار
- محمدجواد مرادی‌نیا (١٣٨٤)، کمیته مجازات و خاطرات عماد الکتاب، تهران؛ اساطیر